# Бант (бейсбол)
Бант (англ. bunt) — игровая ситуация в бейсболе, заключающаяся в том, что бэттер вводит мяч в игру с помощью удержанной в горизонтальном положении биты.
Основная задача банта — доставить мяч на игровую территорию так, чтобы он был как можно дальше от игроков обороняющейся команды и при этом находился в пределах инфилда. Исход такой игровой ситуации зависит не только от физической ловкости и концентрации бэттера, но и от возможной реакции филдеров на бант и их последующих действий.

## Типы бантов

### Сэкрифайс-бант
В ситуации сэкрифайс-бант (англ. sacrifice bunt), бэттер ударяет по мячу с расчетом, что бегущий перейдет с той базы, на которой он находится в данный момент, на следующую базу. При этом бэттер будет выведен в аут. Таким образом, сэкрифайс-бант представляет собой обмену аута на базу. Обычно сэкрифайс-бант используется для перехода бегущего с первой базы на вторую и применяется в играх с низким счетом. Особенно часто данный метод применяется питчерами играющими на полях Национальной Лиги (где питчер должен также выходить на поле как бэттер). Случаи, когда сэкрифайс-бант применяется для перехода бегущего с третьей базы в дом называются сквиз-плей (англ. squeeze play). Есть два типа данной ситуации. В случае сэйфети-сквиз (англ. safety squeeze), бегущий покидает базу только после удара битой о мяч. В случае суицид-сквиз (дословный перевод: самоубийственный, англ. suicide squeeze), бегущий покидает базу как только питчер кидает мяч. В последнем случае, бэттер должен обязательно отбить мяч, в противном случае бегущий будет осален.
В статистике, сэкрифайс-бант не засчитывается бэттеру как выход на подачу. Несмотря на это, если бегущий достигает дома в результате банта, бэттеру засчитывается RBI.

### Бант в расчете сделать хит
Беттер также может сделать бант в расчете на то что он достигнет первой базы. В этом отличие этой стратегии от сакрифайс-бант, т.е. цель беттера стать бегущим самому, а не перевод существующего бегущего на следующую базу. Если беттер будет выведен в аут, ему не будет засчитан сакрифайс-бант, даже если бегущий все таки перейдет на следующую базу в результате банта. Часто, беттер не поставит биту в положение нужное для банта пока мяч не будет подан. Это делается для того что бы бант был неожиданным для филдеров. Успешный бант засчитывается как сингл. Путём банта редко можно сделать дабл или трипл.
Иногда беттер может начать бежать одновременно с тем как он делает бант. Это называется дрэг бант (англ. drag bunt). Обычно это делают беттеры-левши так как при отбивании мяча они стоят ближе к первой базе, по сравнению с беттерами-правшами. Это является более трудным маневром поскольку игрок не может поставить ноги в правильное положение для банта. Чтобы привести биту в правильное положение, беттер может держать её обеими руками ближе к основанию. Также можно видеть банты которые делаются с одной рукой на бите.

### Свингинг-бант
Свингинг-бант (англ. swinging bunt) называется удар, при котором беттер хочет ударить по мячу, но не совсем попадает, отчего мяч укатывается на небольшое расстояние. Этот удар не является настоящим бантом и не засчитывается как сэкрифайс. С другой стороны, возможен слаг-бант (англ. slug bunt), когда делает бант, но бьет по мячу сильнее, чем обычно, в расчете на то, что мяч укатится мимо филдеров, готовых к стандартному банту.

## Реакция филдеров на бант
Часто бант ставит филдеров в более трудную ситуацию чем простой удар. Поскольку бант катится медленней чем обычный мяч, филдеры вынуждены бежать к мячу со своих позиций, чтобы быстрее схватить его и бросить на первую базу, тем самым выводя беттера в аут. Главная цель беттера, делающего бант — ударить по мячу достаточно сильно чтобы он пролетел мимо питчера, но в то же время не долетел до филдеров. Хорошей стратегией является бант в "ничейную зону" (англ. no-man's land) — треугольники между позициями питчера, первой базы и второй базы или между позициями питчера , третьей базы и кетчера — так как в этом случае среди вышеупомянутых игроков может возникнуть путаница. Так, например, каждый из них может попытаться поймать мяч и на первой базе ни окажется никого чтобы принять подачу или наоборот, никто не поднимет вовремя мяч, поскольку решит что это сделают другие. Команды обычно используют чёткие планы для каждого филдера когда беттер делает бант. Обычно игрок на первой базе бежит поднять мяч в то время как игрок на второй базе бежит на первую и готовится принять мяч там. Шорт-стоп обычно бежит на вторую базу в случаях где во время банта на первой базе уже находился бегущий.

## Специальные правила
Бант, улетевший за линию фола, засчитывается как страйк и приводит к выведению беттера в аут, если страйк был третьим. Для сравнения, не пойманный мяч, улетевший за линию фола в результате обычного удара, не засчитывается как третий страйк.
Также, к банту не может быть применено правило инфилд-флай.